# Hydriomena obscurevirescens
Hydriomena obscurevirescens là một loài bướm đêm trong họ Geometridae.